# Age of Empires
Cet article concerne la série de jeux vidéo. Pour le premier volet de cette série, voir Age of Empires (jeu vidéo).
Age of Empires est une série de jeux de stratégie en temps réel développés par Ensemble Studios et publiés par Microsoft Studios. Le premier titre de la série — Age of Empires — est un jeu de stratégie en temps réel publié en 1997. S'inspirant de Civilization et de Warcraft II, le jeu se déroule dans un contexte historique sur une période comprise entre 5000 av. J.-C. et 800 apr. J.-C. au cours de laquelle le joueur doit faire évoluer une civilisation antique de l'âge de la pierre à l'âge du fer pour débloquer de nouvelles technologies et unités lui permettant de bâtir un empire. Ensemble Studios développe ensuite une extension baptisée The Rise of Rome puis une suite pour laquelle ils choisissent la période du Moyen Âge afin de facilement différencier les deux jeux tout en gardant les aspects du système de jeu qui avaient fait le succès du premier titre de la série. Afin de tirer profit du moteur 3D qu'ils développent à l'époque, Ensemble Studios décide ensuite de s'éloigner de la trame historique des Age of Empires et d'incorporer des éléments de la mythologie pour rendre le jeu différent des précédents opus de la série tout en gardant une trame familière. Ils publient alors Age of Mythology puis son extension The Titans qui connaissent un succès similaire aux titres de la série principale. Ils utilisent ensuite le moteur de jeu de ces derniers pour réaliser Age of Empires III dont l'action se déroule pendant la colonisation européenne des Amériques. Puis sort, Age of Empires Online, qui se focalise sur le jeu multijoueur sur Internet. Le dernier jeu en date est Age of Empires IV sorti en 2021. Celui-ci se focalise sur l'époque médiévale ainsi que l'époque moderne.
La série a été adaptée sur Nintendo DS sous la forme de jeux de stratégie au tour par tour dans la lignée d'Advance Wars. Le premier, Age of Empires: The Age of Kings s'inspire de la trame historique de Age of Empires II, Age of Empires: Mythologies s'inspirant de Age of Mythology.
La série a également été adaptée sur mobiles sous la forme de tower defense et de jeu de stratégie en temps réel. Age of Empires: Castle Siege est sur Windows Phone, Windows et iOS. Age of Empires: World Domination était un free-to-play et était sur Android, iOS. Il a été fermé en novembre 2016.
La série a connu un certain succès commercial avec plus de 20 millions d'unités vendues au total. Les différents jeux furent généralement bien accueillis par la presse spécialisée.

## Liste des jeux

### Jeux principaux
| Nom du jeu                             | Plateformes                    | Date de sortie |
| -------------------------------------- | ------------------------------ | -------------- |
| Age of Empires                         | Windows, Mac OS                | 1997           |
| Age of Empires II: The Age of Kings    | Windows, Mac OS, PlayStation 2 | 1999           |
| Age of Mythology                       | Windows, Mac OS                | 2002           |
| Age of Empires III                     | Windows, Mac OS                | 2005           |
| Age of Empires: The Age of Kings       | Nintendo DS                    | 2006           |
| Age of Empires: Mythologies            | Nintendo DS                    | 2008           |
| Age of Empires Online                  | Windows                        | 2011           |
| Age of Empires II: HD Edition          | Windows                        | 2013           |
| Age of Mythology: Extended Edition     | Windows                        | 2014           |
| Age of Empires: Castle Siege           | Windows Phone, Windows, iOS    | 2014           |
| Age of Empires: World Domination       | Android, iOS                   | 2015           |
| Age of Empires: Definitive Edition     | Windows                        | 2018           |
| Age of Empires II: Definitive Edition  | Windows                        | 2019           |
| Age of Empires III: Definitive Edition | Windows                        | 2020           |
| Age of Empires IV                      | Windows                        | 2021           |
| Age of Mythology: Retold               | Windows                        | 2024           |

### Liste des extensions
| Nom des extensions                                                    | Plateformes     | Date de sortie |
| --------------------------------------------------------------------- | --------------- | -------------- |
| Age of Empires: The Rise of Rome                                      | Windows, Mac OS | 1998           |
| Age of Empires II: The Conquerors                                     | Windows, Mac OS | 2000           |
| Age of Mythology: The Golden Gift                                     | Windows, Mac OS | 2003           |
| Age of Mythology: The Titans                                          | Windows, Mac OS | 2003           |
| Age of Empires III: The War Chiefs                                    | Windows, Mac OS | 2006           |
| Age of Empires III: The Asian Dynasties                               | Windows, Mac OS | 2007           |
| Age of Empires II: The Forgotten                                      | Windows, Mac OS | 2013           |
| Age of Empires II: The African Kingdoms                               | Windows, Mac OS | 2015           |
| Age of Mythology: Tale of the Dragon                                  | Windows, Mac OS | 2016           |
| Age of Empires II: Rise of the Rajas                                  | Windows, Mac OS | 2016           |
| Age of Empires II: Definitive Edition - Lords of the West             | Windows         | 2021           |
| Age of Empires III: Definitive Edition - United States Civilization   | Windows         | 2021           |
| Age of Empires III: Definitive Edition - The African Royals           | Windows         | 2021           |
| Age of Empires II: Definitive Edition - Dawn of the Dukes             | Windows         | 2021           |
| Age of Empires III: Definitive Edition - Mexico Civilization          | Windows         | 2021           |
| Age of Empires II: Definitive Edition - Dynasties of India            | Windows         | 2022           |
| Age of Empires III: Definitive Edition - Knights of the Mediterranean | Windows         | 2022           |
| Age of Empires II: Definitive Edition - Return of Rome                | Windows         | 2023           |
| Age of Empires II: Definitive Edition - The Mountain Royals           | Windows         | 2023           |
| Age of Empires IV: The Sultans Ascend                                 | Windows         | 2023           |
| Age of Empires II: Definitive Edition - Victors and Vanquished        | Windows         | 2024           |

## Système de jeu

### Série principale
Les jeux de la série Age of Empires demandent au joueur de développer une civilisation à travers des époques de plus en plus avancées. Pour gagner, le joueur doit collecter des ressources lui permettant de construire des bâtiments, de développer de nouvelles technologies et de créer une armée capable de défaire l'armée adverse et de détruire sa base. Différentes civilisations inspirées de la réalité historique sont disponibles, chacune mettant à disposition du joueur une gamme de technologies et d'unités. Chaque civilisation dispose également de technologies uniques, aucune d'entre elles ne disposant donc de toutes les technologies disponibles dans le jeu. Un des éléments majeurs du jeu est la possibilité pour le joueur de faire évoluer sa civilisation en traversant quatre âges — par exemple l'âge de la pierre, l'âge de l'outil, l'âge du bronze et l'âge du fer dans le premier jeu de la série — chaque passage à un âge plus avancé permettant de débloquer de nouvelles technologies, armes et unités,.

### Age of Mythology
Age of Mythology partage de nombreux éléments de gameplay avec la série principale. Comme dans les Age of Empires, le joueur doit faire évoluer une civilisation à travers quatre âges : l'âge archaïque, l'âge classique, l'âge héroïque et l'âge mythique. Cette évolution se fait grâce à une recherche, chaque passage à un âge plus avancé mettant à disposition du joueur de nouvelles technologies et unités,. Il se distingue néanmoins de ses prédécesseurs par une plus forte différenciation entre les trois civilisations du jeu (les Grecs, les Scandinaves et les Égyptiens) et en introduisant de nouveaux types d'unités, comme les héros et les créatures mythiques, et un système de divinités. À chaque civilisation peut en effet être associé un dieu – que le joueur doit choisir avant le début de la partie – parmi les trois disponibles pour chaque civilisation, chaque dieu apportant des avantages et des inconvénients au joueur. À chaque passage à un âge plus avancé, le joueur peut en plus sélectionner un dieu mineur, comme Bastet ou Aphrodite, lui permettant de débloquer des technologies et des unités mythiques spécifiques, ainsi que des pouvoirs divins pouvant être utilisés une seule fois pendant la partie,,. Chaque civilisation dispose aussi de différents types de héros, spécialisés dans le combat contre les créatures mythiques. Les Grecs ont par exemple un large éventail de héros légendaires comme Ulysse, Thésée ou Héraclès. Les Égyptiens disposent de prêtres et d'un pharaon, un puissant roi capable d'accélérer la construction de bâtiments et d'accroître la production de ressources, ou encore de soigner. Les Scandinaves peuvent, eux, créer d'innombrables « hersirs » : de puissants guerriers ayant reçu la faveur des dieux,. Une ressource spéciale fait également son apparition - la faveur - qui représente la puissance du dieu associé au joueur et qui permet entre autres d'invoquer des créatures mythiques ou de bénéficier de technologies divines, spécifiques aux choix de dieux principaux et secondaires. Celle-ci s'acquiert de manière différente selon chaque civilisation. Les Grecs en gagnent en envoyant des villageois prier dans des temples, les Égyptiens en construisant des monuments et les Scandinaves en faisant la guerre,.

### Age of Empires Online
Le 16 août 2006, Microsoft a annoncé Age of Empires Online, un jeu en ligne gratuit développé en collaboration avec Robot Entertainment.
Le jeu a été commercialisé d'août 2011 à juillet 2014, et n'est plus jouable depuis.

### Sur Nintendo DS
Contrairement aux différents titres publiés sur PC, les adaptations de Age of Empires sur Nintendo DS sont des jeux de stratégie au tour par tour dans la lignée d'Advance Wars. À chaque tour, les différentes unités disposent d'un unique point d'action leur permettant de se déplacer, d'attaquer et de construire un bâtiment. Lorsque deux unités ennemies s'affrontent, une courte animation est affichée en haut de l'écran en même temps que les dégâts résultant de l'attaque. Comme dans les autres Age of Empires, le joueur doit gérer ses ressources – la nourriture et l'or – pour développer ses infrastructures et créer des troupes pour combattre ses adversaires. Pour débloquer de nouvelles unités et amélioration, le joueur peut faire évoluer sa civilisation à travers quatre âges. Dans l'adaptation de The Age of Kings, cinq civilisations sont disponibles — les Celtes, les Francs, les Mongols, les Sarrasins et les Japonais — chacune disposant de caractéristiques et d'unités spécifiques et pouvant évoluer à travers l'âge sombre, l'âge féodal, l'âge des châteaux et l'âge impérial. Dans l'adaptation de Age of Mythology, les trois civilisations du jeu original sont disponibles : les Grecs, les Scandinaves et les Égyptiens. À chacune d'elles peut être associé un dieu majeur — choisi au début de la partie parmi les trois disponibles pour chaque civilisation — apportant des avantages et des inconvénients au joueur. Les trois civilisations peuvent évoluer à travers l'âge archaïque, l'âge classique, l'âge héroïque et l'âge mythique, chaque passage à un âge plus avancé leur permettant de sélectionner un dieu mineur qui lui donne accès à des technologies, à des unités et à des pouvoirs divins spécifiques. Trois types d'unités sont disponibles dans le jeu : les humains, les héros et les unités mythiques. Les interactions entre celles-ci suivent le principe du pierre-papier-ciseau. Les humains sont ainsi efficaces contre les héros mais, contrairement à ces derniers, ils sont assez faibles contre les unités mythiques.

## Développement

### Création d'Ensemble Studios
Après avoir travaillé pendant plusieurs années dans le développement de logiciels d'entreprise, Tony Goodman commence à envisager avec Angelo Laudon, un de ses programmeurs, la création d'une entreprise de jeu vidéo. En 1995, ils lancent le développement d'un prototype de moteur de jeu. Alors qu'ils font encore partie d'Ensemble Corporation, ils commencent à programmer en utilisant la nouvelle bibliothèque WinG, une technologie de Microsoft destinée au développement de jeux pour Windows. Pour concrétiser leur projet, ils réalisent rapidement qu'ils ont besoin d'un artiste. Leur choix se porte sur Brad Crow, un jeune homme tout juste sorti de l'école.
En février 1996, Tony Goodman décide avec Rick Goodman et John Boog-Scott de créer Ensemble Studios. Pour les aider dans le développement d'Age of Empires, ils recrutent rapidement leurs deux premiers programmeurs, Angelo Laudon et Tim Dean, ainsi que trois artistes : Brad Crow, Scott Winsett et Thommy Namuonglo. Ils engagent également Brian Sullivan pour les aider dans la conception, l'implémentation et le management.
Bruce Shelley, qui avait assisté Sid Meier pour la conception de Civilization et que Tony Goodman connaît depuis longtemps, rejoint plus tard le studio en tant que concepteur.

### Conception
Le concept du premier jeu de la série prend forme dès 1995 lorsqu'Angelo Laudon et Tony Goodman commencent à envisager la création d'un jeu s'inspirant de Civilization et de son contexte historique. L'idée de base des concepteurs est de créer un jeu s'inspirant des films Péplum relatant les affrontements entre Grecs, Romains et Égyptiens – comme Spartacus ou Alexandre le Grand – dans lequel le joueur aurait la possibilité de construire des pyramides, de commander des armées dans des environnements exotiques et de développer un empire. D'après Bruce Shelley, ce contexte historique est alors jugé particulièrement intéressant, car celui-ci permet de rendre le jeu plus réaliste et plus accessible aux joueurs occasionnels. De plus, les autres jeux de stratégie en temps réel de l'époque étaient tous basés sur un univers médiéval-fantastique ou de science-fiction, le contexte historique permettait donc à Age of Empires de se démarquer de ses concurrents. Pour Tony Goodman, ce concept constituait un objectif à la hauteur de l'équipe de développement qui est immédiatement acquise au projet. Fin 1995, une première version du jeu, alors intitulé Dawn of Man, fonctionne déjà correctement, mais l'équipe de concepteurs ne sait toujours pas si celui-ci sera un jeu de stratégie en temps réel comme Command and Conquer, un jeu de gestion comme SimCity ou un jeu de stratégie au tour par tour comme Civilization. Lorsque l'équipe découvre Warcraft II, de nombreux éléments du système de jeu, comme la gestion des ressources, la construction d'empire et les recherches technologiques, sont déjà bien définis. Le système de combat est au contraire loin d'être décidé et Warcraft II provoque un choc dans l'équipe qui découvre à quel point les combats en temps réel peuvent être amusants et décident d'utiliser ce principe pour Age of Empires. Un autre changement majeur du concept prend forme à la moitié du développement lorsque les concepteurs prennent connaissance du plan de localisation du jeu. Ils découvrent en effet qu'Age of Empires sera vendu en Asie, mais qu'il n'inclut alors aucune civilisation asiatique. En plus des tribus d'Europe, d'Afrique et du Moyen-Orient, le studio décide donc d'inclure une tribu d'Asie malgré la charge supplémentaire que cela provoquerait pour les artistes. D'autres modifications du système de jeu sont mises en place plus tard dans le développement. Ainsi, début 1997, les concepteurs cherchent à ajouter de nouvelles manières de remporter une partie afin que le jeu ne se résume pas qu'à des combats. De nombreuses idées sont alors testées puis rejetées jusqu'à ce que Mark Terrano, un des programmeurs, propose l'idée de construire une « Armageddon Clock » forçant les joueurs à abandonner ce qu'ils font pour se concentrer sur un nouvel objectif.
Avant même la fin du développement d'Age of Empires, Ensemble Studios s'est engagé par contrat avec Microsoft à développer une suite à celui-ci. Afin de garder une certaine continuité avec le premier opus de la série se passant pendant la Préhistoire et l'Antiquité, l'équipe de développement décide que l'action dAge of Empires II prendra place au Moyen Âge, cette solution permettant également à l'équipe de concepteurs de facilement différencier les deux jeux tout en gardant les aspects du système de jeu qui avaient fait le succès dAge of Empires. The Age of Kings doit à l'origine être développé en seulement un an, l'équipe de développement ayant prévu de réutiliser le moteur graphique dAge of Empires. Cependant, après plusieurs mois de développement, l'équipe se rend compte qu'ils ne pourront pas atteindre un niveau de qualité satisfaisant dans les délais. Ensemble Studios informe alors Microsoft de ce retard et propose comme solution alternative de développer une extension, baptisée The Rise of Rome, plus facile à mettre en œuvre et qui pourra donc être prête fin 1998, en échange d'un délai supplémentaire d'un an pour le développement dAge of Empires II. Pour s'assurer que le délai supplémentaire d'un an soit respecté, de nouveaux programmeurs, concepteurs et artistes sont recrutés, portant à cinquante le nombre de personnes travaillant sur le jeu,. Le premier Age of Empires ayant été critiqué pour son intelligence artificielle, Ensemble Studio recrute également un vétéran de l'industrie du jeu vidéo — Mario Grimani — pour diriger l'équipe de développement chargée de permettre aux civilisations contrôlées par l'ordinateur d'être plus difficiles à battre sans que celui-ci ne triche en s'attribuant des avantages.
Ensemble Studios décide ensuite de s'éloigner de la trame historique de la série des Age of Empires et d'incorporer des éléments de la mythologie pour rendre le jeu différent des précédents opus de la série tout en gardant une trame familière. D'après Bruce Shelley, la richesse en personnages, créatures et histoires de la mythologie permet en effet de tirer profit du passage à la 3D et de développer de nouvelles idées et concepts de gameplay. Les recherches sur le sujet sont dirigées par Ian Fischer qui se focalise notamment sur le choix des mythologies à utiliser pour le jeu, celles-ci devant être en même temps suffisamment connues tout en ne prêtant pas à controverse. Le choix se porte finalement sur les mythologies grecque, égyptienne et scandinave qui, d'après Bruce Shelley, sont familières au grand public tout en n'étant à l'origine d'aucune des grandes religions actuelles. Celles-ci ayant en plus l'avantage d'être faciles à documenter du fait du grand nombre d'informations disponibles à leurs sujets. Les principales sources d'informations utilisées par l'équipe de développement sont les textes classiques concernant la mythologie comme les travaux de Thomas Bulfinch et de Edith Hamilton ou encore le livre Myths and Legends de Neil Philip. Celles-ci sont complétées par des informations disponibles sur Internet et par de nombreux ouvrages incluant des livres pour enfants offrant l'avantage d'être très bien illustrés et de donner ainsi une base de travail à l'équipe artistique du jeu. De ces informations furent tirées de nombreuses idées de dieux, de pouvoirs, de héros, d'unités et d'éléments de scénario pouvant être utilisés dans le jeu. Cependant, toutes ces idées ne sont pas utilisées : les éléments issus de la mythologie devant servir à enrichir les éléments de gameplay plutôt que de servir de base à celui-ci. Les phases de tests du jeu mirent également de côté de nombreuses idées qui se révélaient difficiles à mettre en place.

### Conception graphique
Si les deux premiers jeux de la série sont réalisés en deux dimensions, l'équipe décide dès le début du développement d'Age of Empires que l'ensemble des graphismes du jeu doivent être construits à partir de modèles en trois dimensions. Tous les sprites 2D du jeu sont ainsi issus de modèles 3D créés sur 3D Studio et 3D Studio Max. Les différents objets du jeu ainsi créés, composés de plusieurs milliers de polygones, sont ensuite texturés, animés et rendus sous la forme d'un fichier .FLC (Autodesk Animator Pro) utilisant une palette de 256 couleurs. Ces fichiers sont ensuite confiés à un spécialiste de la 2D qui retouche et nettoie les animations image par image sous Photoshop, ce processus de nettoyage impliquant d'affiner les détails et de lisser les bordures des formes. La qualité visuelle des sprites du jeu est ainsi significativement améliorée. L'utilisation de modèles 3D se révèle bénéfique pour d'autres applications, les artistes les ayant entre autres utilisés pour les arrières plans des menus, des écrans de statut et les cinématiques. Un des principaux problèmes rencontrés au cours de la conception graphique concerne l'utilisation d'une palette de 256 couleurs. En effet, les couleurs de celle-ci sont définies au début du projet, bien avant la création des modèles et des textures. Pour certaines portions du spectre, le nombre de couleurs disponibles se révèle être insuffisant pour obtenir une qualité visuelle optimale. Cette palette ne pouvait en effet pas être mise à jour sans nécessité de retravailler l'ensemble des images du jeu.
Lors du développement d'Age of Empires II, l'équipe chargée des graphismes fait d'importants progrès, en incorporant notamment un nouveau système de rendu du terrain plus puissant que celui de Age of Empires. En parallèle du développement de ce dernier, Ensemble Studios commence à travailler sur leur premier moteur 3D, qu'ils baptisent BANG ! Engine, dont le développement prend quatre ans et qu'ils utilisent pour Age of Mythology,. Pour développer Age of Empires III, ils réutilisent le même moteur graphique mais en y intégrant les moteurs physiques Havok pour la version Windows et PhysX pour la version Mac OS. Les développeurs intègrent également de nouvelles options graphiques comme le bloom effect et le support pour le pixel shader 3.0.

### Programmation
Age of Empires est programmé en C++ et en assembleur. Le code est au départ conçu en une seule partie, mais, au milieu du développement, la longueur du code commence à inquiéter les concepteurs. Les programmeurs Angelo Laudon et Tim Deen décident alors de scinder le code en deux : une partie pour le moteur de jeu (Genie) et une partie pour le jeu lui-même (Tribe). Cette amélioration se révèle être réussie et permet aux programmeurs de conserver une conception orientée objet. Il devient également plus facile d'améliorer ou de modifier le code, ce qui permet aux développeurs de gagner du temps sur la programmation. De plus, la plupart des informations nécessaires à l'instanciation des objets ne sont pas codées en dur dans le programme, mais sont renseignées à partir d'une base de données de type Paradox composée de plus de quarante tables contenant les caractéristiques de tous les objets du jeu. Les concepteurs pouvaient ainsi constamment modifier les données du jeu sans avoir besoin de faire appel à un programmeur. L'amélioration des performances du moteur du jeu est l'un des enjeux majeurs du développement du premier jeu de la série, la première version du jeu se révélant être beaucoup trop lente. En arrivant à Ensemble Studios, Matt Pritchard se focalise donc sur l'optimisation du moteur graphique. Après avoir étudié pendant plusieurs semaines les 100 000 lignes de code en C++ de celui-ci, il propose d'importants remaniements qui impliquent notamment de réécrire une partie du code en assembleur. Après cinq mois de travail, Matt parvient à augmenter la fréquence d'affichage de 7 à 14 images par seconde, puis à 55 images par seconde après une nuit passée à mettre en place les dernières pièces du nouveau moteur graphique. Matt Pritchard parvient également à optimiser d'autres parties du code du jeu, permettant de faire passer de 640x480 à 800x600 la résolution d'affichage de celui-ci.
Au total, Age of Empires II est constitué de 40 000 assets, incluant les images matricielles, les textures, les modèles 3D, les sons, les musiques et le code source. En dehors du code source, la gestion de ces assets par Ensemble Studios est basée sur une arborescence de répertoires, centralisée sur un serveur et pouvant être dupliquée sur les stations de travail si besoin. Ces assets sont ainsi édités localement par les développeurs, avant d'être partagés, ou directement modifiés sur le serveur. Si ce système a l'avantage d'être très simple à mettre en place et à utiliser, il se révèle parfois problématique, les développeurs perdant régulièrement du temps pour recréer des assets corrompus ou accidentellement perdus. De son côté, le code source est géré par l'intermédiaire du logiciel Microsoft SourceSafe 6.

### Bande originale
La musique du premier jeu est composée par Stephen Rippy avec l'aide occasionnelle de son frère, David Rippy, et de Kevin McMullan. Pour celle-ci, ils utilisent des instruments de l'époque couverte par le jeu ainsi que des échantillons de musique. Les mélodies sont le fruit d'un important travail de recherche sur la culture, le style et les instruments utilisés. Stephen Rippy reprend le rôle de compositeur lors du développement de The Age of Kings, rôle qu'il conserve lors du développement de tous les jeux de la série. Les musiques qu'il écrit pour ce nouvel épisode sont séparées en deux catégories. Les musiques précédant une partie sont ainsi spécifiques à la civilisation choisie, alors que les musiques jouées pendant une partie sont issues d'un mélange d'éléments musicaux provenant des différentes cultures apparaissant dans le jeu. Des thèmes spécifiques sont également écrits pour les campagnes historiques afin de faire correspondre au mieux la musique au personnage joué. Pour composer la musique de Age of Mythology, il est assisté par Kevin McMullan. Pour celle-ci, ils se sont inspirés de musiciens comme Peter Gabriel, Tuatara, Bill Laswell, Talvin Singh ou Tchad Blake. La musique ayant été enregistrée par un orchestre symphonique composé de 70 musiciens, le travail réalisé sur ce dernier se révéla être une expérience inédite pour les deux compositeurs.

## Réception

### Critiques
| Série Age of Empires                |      |      |
| Jeux                                | GR   | MC   |
| Age of Empires                      | 87 % | 83 % |
| The Rise of Rome (extension)        | 80 % | –    |
| Age of Empires II: The Age of Kings | 92 % | 92 % |
| The Conquerors (extension)          | 88 % | 88 % |
| Age of Mythology                    | 89 % | 89 % |
| The Titans (extension)              | 84 % | 84 % |
| Age of Empires III                  | 82 % | 81 % |
| The WarChiefs (extension)           | 89 % | 87 % |
| The Asian Dynasties (extension)     | 80 % | 80 % |
| Age of Empires: The Age of Kings    | 80 % | 80 % |
| Age of Empires: Mythologies         | 79 % | 78 % |
| Age of Empires Online               | 70 % | 70 % |

À sa sortie, Age of Empires est plutôt bien reçu par les critiques qui mettent notamment en avant la qualité de sa réalisation. Les graphismes du jeu font notamment l'unanimité dans la presse spécialisée qui juge que dans ce domaine, il écrase tous ses concurrents,. Les effets sonores et les musiques du jeu sont également jugés réussis, certains journalistes les considérant comme largement au niveau des graphismes. L'originalité de son contexte historique est souvent décrit comme l'autre point fort du jeu qui lui permet de se démarquer de jeux comme Warcraft II ou Command and Conquer,. Certains journalistes mettent notamment en avant l'important travail de recherche historique réalisé par les développeurs et notent que celui-ci est « historiquement très précis pour un jeu vidéo ». Bien que le jeu soit souvent décrit comme la rencontre entre Warcraft II et Civilization, de nombreuses critiques jugent qu'il n'a en fin de compte aucun rapport avec ce dernier et qu'il n'apporte pas d'innovation majeure par rapport à la concurrence,. L'intelligence artificielle des unités est également très critiquée, certains journalistes n'hésitant pas à la décrire comme médiocre voire pathétique,.
Lors de la sortie de Age of Empires II, la presse spécialisée salue les améliorations apportées au moteur graphique de son prédécesseur et met notamment en avant le niveau de détail des unités, des bâtiments et des décors ainsi que les corrections apportées à leurs proportions, ; Les effets sonores du jeu sont décrits comme une des grandes réussites du jeu, les critiques jugeant qu'ils gardent ce côté réaliste qui caractérisait Age of Empires et qu'ils améliorent réellement l'expérience de jeu,. Au niveau du gameplay du jeu, la presse spécialisée note que Age of Empire II ne révolutionne pas le concept du jeu original, mais qu'il apporte suffisamment de nouveautés pour intéresser les joueurs. Les critiques mettent notamment en avant les améliorations apportées à l'intelligence artificielle du jeu par rapport au premier opus de la série et notent que la prise en main est toujours aussi aisée grâce à une interface claire et concise,. En revanche, l'équilibrage du jeu est parfois mis en doute, la critique du site IGN jugeant par exemple que le jeu se résume trop souvent à produire un maximum de troupes et à les envoyer au combat. De son côté, le mode multijoueur est très bien reçu par les critiques qui saluent notamment la diversité des modes de jeu disponibles et la possibilité de créer ses propres scénarios grâce à l'éditeur de niveaux,.
Le premier spin-off de la série, Age of Mythology, est lui aussi bien accueilli par la presse qui salue ses graphismes entièrement en trois dimensions ainsi que le soin apporté aux détails de l'environnement, des unités et des bâtiments. Au niveau de son système de jeu, les critiques le jugent proche de ses prédécesseurs, mais reconnaissent que l'introduction de nouveaux éléments de gameplay comme les héros, les pouvoirs divins et les créatures mythiques est suffisante pour le différencier des Age of Empires,. Certains critiques jugent néanmoins que le jeu souffre de la comparaison avec Warcraft III, décrit comme beaucoup plus innovant dans le domaine des jeux de stratégie en temps réel.

### Ventes
La série rencontre rapidement un important succès commercial. Le premier épisode reste ainsi plusieurs mois en première place des ventes de jeux vidéo de stratégie aux États-Unis, au Royaume-Uni, en France et en Allemagne. En 1998, il est l'un des dix jeux vidéo les plus vendus dans le monde. Dans les années qui suivent, le jeu est responsable de plus de 50 % des revenus du département jeu de Microsoft et il dépasse les trois millions de titres vendus en moins de trois ans,. Sa suite connaît un succès similaire et est numéro un des ventes en octobre 1999. En janvier 2000, soit trois mois après sa sortie, Microsoft annonce avoir mis en vente deux millions de copies du jeu qui reste alors numéro un des ventes aux États-Unis, au Japon, au Royaume-Uni, en Allemagne, en France, en Australie et en Corée du Sud. Le jeu se classe ainsi quatrième des meilleures ventes de l'année 1999 et reste ensuite pendant deux ans et demi dans les vingt premiers du classement des ventes,. De son côté, Age of Mythology se vend à plus d'un million d'exemplaires en quatre mois. Son succès combiné avec celui de ses prédécesseurs permet à la série d'atteindre les onze millions d'exemplaires vendus en 2003, puis les quinze millions en 2004 avant la sortie d'Age of Empires III,. En 2007, ce dernier dépasse les deux millions de copies vendues. Au total, la série a dépassé les 20 millions d'unités vendues.

### Récompenses
À sa sortie, Age of Empires est récompensé à plusieurs reprises par la presse spécialisée, le site GameSpot lui décernant par exemple le titre de jeu de l'année en 1997. En 1998, l'Academy of Interactive Arts and Sciences lui décerne le titre de meilleur jeu de stratégie de l'année et il est également récompensé par le Best of Show Award for Game Design and Development lors de la Game Developers Conference,. Sa suite est également récompensée à de nombreuses reprises incluant le prix du meilleur jeu de stratégie de l'année attribué par le site GameSpot en 1999 et les titres de meilleur jeu de stratégie et de meilleur jeu de l'année attribués par l'Academy of Interactive Arts and Sciences en 2000,. Le jeu continue ensuite d'être considéré comme un des meilleurs jeux de tous les temps, le site IGN le classant par exemple 53e puis 10e dans des classements publiés en 2005 puis en 2007,
. Le premier spin-off de la série se voit également décerné plusieurs récompenses et est nommé dans les catégories meilleur jeu de stratégie et meilleur jeu de l'année par l'Academy of Interactive Arts and Sciences en 2003.
GameSpy awarded Age of Empires III the "Best Graphics" award at GameSpy's Game of the Year 2005.

## Postérité

### Influence
Age of Empires a eu une certaine influence sur le genre des jeux de stratégie en temps réel. Publié en 2001 par LucasArts, Star Wars: Galactic Battlegrounds utilise le même moteur graphique que The Age of Kings et son système de jeu est inspiré de celui des Age of Empire. Le système de jeu de Empire Earth est également très proche de celui des Ages of Empires dont il reprend, d'après la critique du site GameSpot, l'interface et certains raccourcis clavier. Rick Goodman, le concepteur de celui-ci, était d'ailleurs responsable du design de Age of Empires et de son extension. Toujours d'après le site internet GameSpot, le système de jeu de Cossacks: European Wars est lui aussi basé sur celui de The Age of Kings.

#### Sources primaires
- (en) Kelly Bell, Age of Empires: The Rise of Rome : Manual, Microsoft Game Studios, 1998, 32 p. (lire en ligne)
- (en) Kelly Bell, Age of Empires II: The Age of Kings : Manual, Microsoft Game Studios, 1999, 142 p. (lire en ligne)
- (en) Age of Mythology : Collectors Edition User's Guide, Ensemble Studios, 2002, 128 p. (lire en ligne)

#### Guides de jeu
- (en) Steven Kent, Microsoft Age of Empires : Inside Moves, Microsoft Press, 1998, 304 p. (ISBN 9780735605695)
- (en) Bruce Shelley, Official Strategies and Secrets to Microsoft Age of Empires II: The Age of Kings, Sybex, 1999, 369 p. (ISBN 9780782126334)
- (en) Doug Radcliffe et Chris Rupp, Age of Mythology : Sybex Official Strategies & Secrets, Wiley, 2002, 272 p. (ISBN 9780782141665)

#### Sources secondaires
- Stéphane Hebert, Joystick n°109 : Supplément Age of Empires II, HDP, novembre 1999, 31 p.
- (en) Mark Walker, Games that Sell!, Wordware Publishing, 2003, 550 p. (ISBN 9781556229503)
- (en) Austin Grossman, Postmortems from Game Developer, Taylor & Francis, 2003, 328 p. (ISBN 9781578202140)
- (en) Morgan Ramsay, Gamers at Work: Stories Behind the Games People Play, Apress, 2012, 356 p. (ISBN 9781430233510)